# Beweise und Widerlegungen
Proofs and Refutations (Deutscher Titel: Beweise und Widerlegungen) ist ein Werk von Imre Lakatos (1922–1974) in der Philosophie der Mathematik. Es erschien 1963–64 in vier Teilen, und kam 1976 als Buch heraus.

## Zum Inhalt
Es handelt sich um ein ausführlich ausgearbeitetes Fallbeispiel der Beweisanalyse. In einem imaginären Klassenzimmer versuchen ein Lehrer und seine „ziemlich fortgeschrittene“ Klasse, den eulerschen Polyedersatz zu beweisen. Lakatos greift verschiedene historische Beweisansätze auf und legt sie in die Münder der Schüler. Diese werden wiederum von anderen Schülern kritisiert. Einige Schüler bringen Gegenbeispiele, die die Grenzen der Begriffe und des Satzes austesten. Verschiedene Methoden werden besprochen, um mit diesen Beispielen umzugehen. Diese Methoden sind:
Kapitulation
Aufgrund eines Gegenbeispiels gibt man die Vermutung ganz auf.
Monstersperre
Das Gegenbeispiel wird zum Monster erklärt. Nachträglich ändert man die Definitionen (hier: der Polyeder-Begriff), um das Monster auszuschließen.
Ausnahmesperre
Im Gegensatz zur Monstersperre wird dem Gegenbeispiel nicht die Daseinsberechtigung abgesprochen. Stattdessen passt man den Satz an, indem man alle Ausnahmen auflistet.
Monsteranpassung
Die Aussagen des Satzes werden so lange umgedeutet, bis sie doch auch für das Gegenbeispiel gelten.
Hilfssatz-Einverleibung
Weist ein Hilfssatz in den Beweis Gegenbeispiele auf, so fügt man der Vermutung die Voraussetzung hinzu, dass die Aussage des Hilfssatzes erfüllt wird.
Beweis und Widerlegungen
Lakatos fasst die Vorgehensweise zu drei heuristischen Regeln zusammen:
1. Regel: Entwickle einen naiven Beweis deiner Vermutung. Teile diesen Beweis durch Beweisanalyse in Hilfssätze auf. Suche Gegenbeispiele zur Vermutung selber („globale Gegenbeispiele“) und zu den einzelnen Hilfssätzen („lokale Gegenbeispiele“).
2. Regel: Reagiere auf ein globales Gegenbeispiel mit Kapitulation oder Hilfssatz-Einverleibung. Lehne eine Monstersperre ab. Siehe zu, dass du keine „versteckte“ Hilfssätze übersehen hast.
3. Regel: Prüfe jedes lokale Gegenbeispiel, ob es nicht auch ein globales Gegenbeispiel ist.
In einem Anhang wird ein zweites Fallbeispiel besprochen: Die Nachwehen im 19. Jahrhundert von Cauchys „Beweis“, dass der Grenzwert einer konvergenten Reihe stetiger Funktionen stets stetig ist.

## Rezeption
Viele Autoren haben mögliche Anwendungen in der Mathematikdidaktik
und in der Lehrerbildung diskutiert.
Der Begriff „Monstersperre“ wurde auch in der Rechtswissenschaft aufgegriffen.

## Ausgaben
- Imre Lakatos, Proofs and Refutations. Veröffentlicht in vier Teilen, 1963–64:
  - Teil I. In: British Journal for the Philosophy of Science. Band 14, Nr. 53. Oxford University Press, Mai 1963, ISSN 0007-0882, S. 1–25, doi:10.1093/bjps/XIV.53.1.
  - Teil II. In: British Journal for the Philosophy of Science. Band 14, Nr. 54. Oxford University Press, August 1963, ISSN 0007-0882, S. 120–139, doi:10.1093/bjps/XIV.54.120.
  - Teil III. In: British Journal for the Philosophy of Science. Band 14, Nr. 55. Oxford University Press, November 1963, ISSN 0007-0882, S. 221–245, doi:10.1093/bjps/XIV.55.221.
  - Teil IV. In: British Journal for the Philosophy of Science. Band 14, Nr. 56. Oxford University Press, Februar 1964, ISSN 0007-0882, S. 296–342, doi:10.1093/bjps/XIV.56.296.
- Imre Lakatos, herausgegeben durch John Worrall und Elie Zahar: Proofs and Refutations: The Logic of Mathematical Discovery. Cambridge University Press, London 1976, ISBN 0-521-29038-4.
- Imre Lakatos, herausgegeben durch John Worrall und Elie Zahar: Beweise und Widerlegungen: Die Logik mathematischer Entdeckungen (= Wissenschaftstheorie Wissenschaft und Philosophie. Nr. 14). Vieweg Verlag, Braunschweig 1979, ISBN 3-528-08392-1 (englisch: Proofs and Refutations: The Logic of Mathematical Discovery. London 1976. Übersetzt von Detlef D. Spalt).